# Jipa Ionescu
Jipa Al. Ionescu (n. 26 iunie 1912 în Urziceni   - d.1944) a fost un aviator militar român.

## Biografie
A urmat Cursurile Școlii primare din localitate,apoi Liceul Militar și Școala de Ofițeri, specialitatea aviație. 
În decursul  celui de-al doilea război mondial, Jipa Ionescu a luptat pe Frontul de Est și de Vest.                                                                                   

În perioada iunie-iulie 1944 a făcut parte din Grupul 6 Bombardament-picaj,instruindu-se la Arad,pe avionul german de bombardament "Stukas".Cu escadrila 86 pleacă la 16 iulie 1944,de la Arad la Huși și,împreună cu alte două escadrile ale Grupului 6,intră în componența Flotilei Germane "IMMELMAN",luptând în Moldova până  la 23 august 1944.În jurnalul acțiunilor de luptă ale Grupului 6, Jipa Ionescu a fost astfel apreciat: "Era unul dintre cei mai activi piloți".                                             

După 24 august 1944, Grupul 6 intră în componența Flotilei 1 Bombardament din Corpul 1 Aerian și acționează în zona Munteniei pentru dislocarea trupelor germane.În continuare, Jipa Ionescu participă la luptele aeriene din Transilvania (Luduș,Bogata de Mureș,Târgu Mureș) și Banat (Ghioroc,Vârșet,Timișoara,Deta,Kikinda),sprijinind acțiunile ofensive ale armatei române pe Frontul de Vest.                                                                                         

În aceste misiuni a acționat împreună cu celebri aviatori români: căp.Petre Agarici, lt.Mircea Bădulescu, slt.Ovidiu Voloșniuc.                                                             

După 20 septembrie 1944, Corpul Aerian Român a trecut la pregătirea și sprijinirea operațiilor pentru eliberarea completă a Transilvaniei. În ziua de 22 septembrie 1944 a avut o importanță deosebită pentru soarta acestui front. Aviația a executat 172 ieșiri avion și a lansat peste 50 tone bombe ,creând condiții pentru ofensiva generală. Într-una din aceste ieșiri, patrula a II-a din Escadrila 74 bombardament a Grupului 6 a executat un atac violent asupra unei concentrări de trupe de infanterie și blindate în zona localității Copăceni. După lansarea bombelor ,piloții au trecut la atac cu armamentul de bord,distrugând numeroase blindate și dezorganizând unitățile militare germane.În această misiune a căzut la datorie lt. aviator Jipa Ionescu,pilotul prim al avionului Stukas 16 și mitraliorul sergent major Gheorghe Marghileanu,ceilalți membrii fiind răniți.                                                                                                                                                                                             

În jurnalul de operații al Grupului 6 se arată : "Grupul deplânge pierderea lor,care au luptat cu atât elan fiind nelipsiți de la nici o misiune.Grupul pierde prin moartea acestor camarazi un echipaj valoros,greu de înlocuit".                                                                                                                                                           

Trupul neînsuflețit al aviatorului Jipa Ionescu,adus la Urziceni,a fost înhumat în cimitirul din localitate,la capătul său străjuind elicea unui avion.În semn de pios omagiu pentru sacrificiul suprem al acestuia ,o stradă din municipiul Urziceni a primit numele eroului.                                                                                                   

În memoria lui, la inițiativa Unității Militare din Alexeni, Ministerul Apărării Naționale a hotărât ca de la 28 septembrie 1995 aceasta să poarte numele onorific al eroului "Locotenent aviator Jipa Ionescu".